# Biserica de lemn din Târgu Mureș

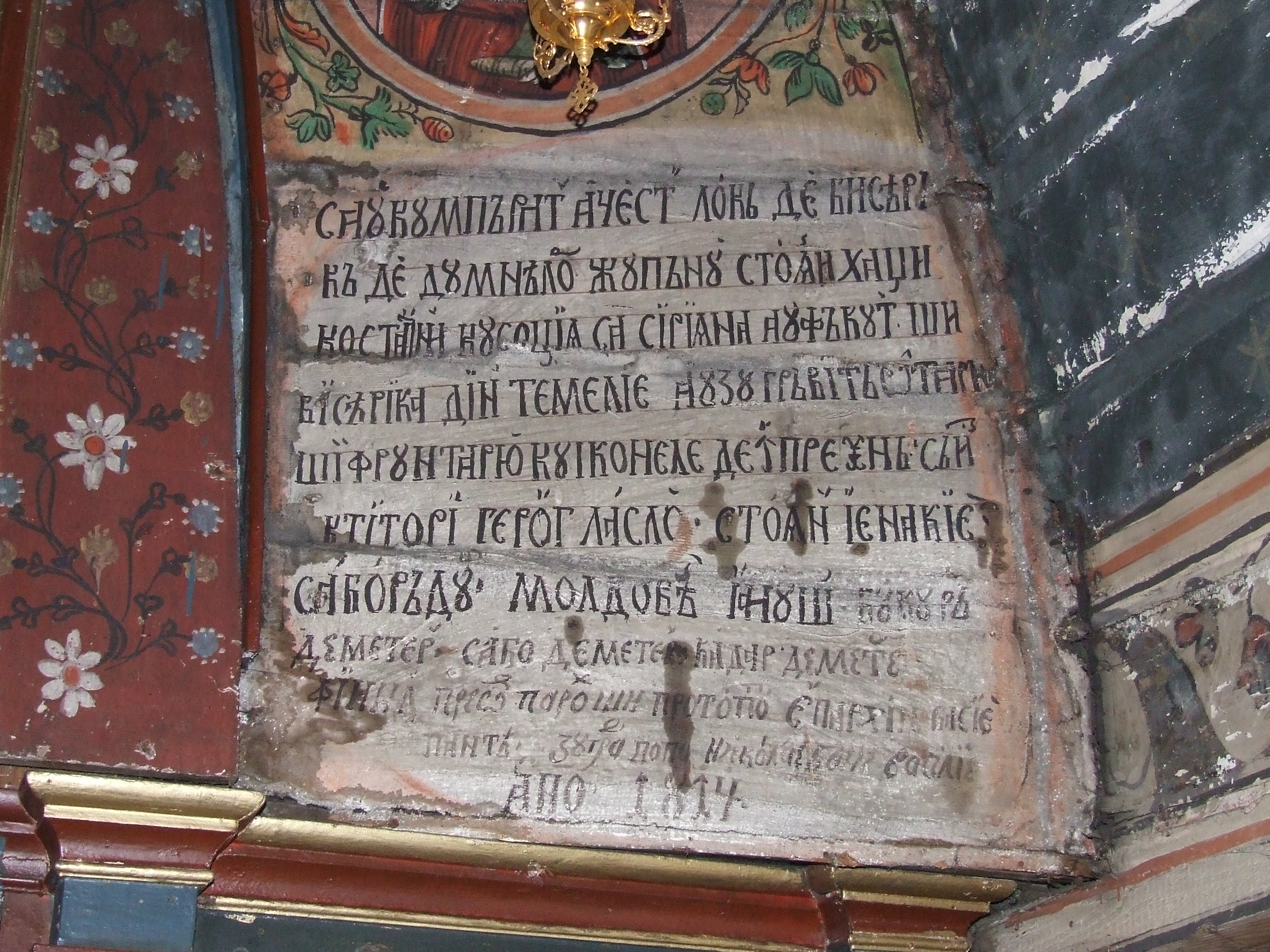
Pisania bisericii. Foto: august 2010

Biserica de lemn din Târgu Mureș, cu hramul „Sfântul Arhanghel Mihail”, a fost construită în anul 1793 și înfrumusețată cu pictură în anul 1814, conform pisaniei aflate în naos, în partea dreaptă a iconostasului. De această biserică se leagă un episod din viața poetului Mihai Eminescu, care a poposit o noapte în clopotnița bisericii în drum spre Blaj. Pentru valoarea ei istorică și culturală biserica se află înscrisă pe noua listă a monumentelor istorice sub codul:  MS-II-m-A-15496.

## Istoric și trăsături
S-au cumpărat acest loc de bisearică de dumnealor jupănu Stoian Hagi Costandin cu soția sa Siriana au făcut și bisearica din temelie au zurgăvit oltariu și fruntariu cu iconele de înpreună sănt ctitori Gherog Laslo, Stoian Ienachie, Sabo Radu, Moldovean Ianuș, Bucură Demeter, Sabo Demeter, Cadar Demeter fiind preot paroh și protopop eparhii Vasi(l)e Pantea, zugrav popa Nicolae, Ban Vasilie, Ano 1814 - aceasta este pisania aflată în dreapta altarului în naos, pisanie din care aflăm numele ctitorilor precum și anul finalizării bisericii.
Credincioșii ortodocși din Târgu Mureș, după ce au rămas fără biserica contruită pe cheltuiala comerciantului Andrei Grecu și a soției sale, biserică ce fusese dată uniților în anul 1761, au fost nevoiți ca pentru o perioadă de 32 de ani să meargă până în Sâncraiu de Mureș pentru a participa la slujbele religioase.
Abia în anul 1793 ortodocși reușesc să cumpere de la Maria Ilyes cu 550 de florini, terenul necesar pentru ridicarea bisericii. Edificiul a fost finalizat în întregime abia în anul 1814, când a fost pictat interiorul bisericii. Din punct de vedere al dimensiunilor bisericii, acestea sunt medii spre mari, pereții bisericii urmând un plan dreptunghilar, cu absidă poligonală cu cinci laturi nedecroșată. În prima variantă, biserica avea încăperile binecunoscute: altarul, naosul și pronaosul. Prin închiderea pridvorului ce se află sub turnul clopotniță, a fost creată o a patra încăpere ce azi are rol expozițional, aici fiind prezentate aspecte din viața parohiei precum și din viața poetului Mihai Eminescu care, la vârsta de 16 ani a fost găzduit peste noapte de către protopopul Partenie Trombițaș, în pridvorul acestei biserici.
Intrarea în biserică se face prin partea de vest, în axul bisericii, pe sub turnul clopotniță. Pridvorul, acoperit, se continuă cu pronaosul, fiind despărțit de acesta printr-un perete de lemn. Interiorul bisericii a suferit modificări, peretele dintre naos și pronaos fiind în prezent mai mult simbolic. Deasupra pronaosului a fost contruit corul. Bolta semicilindrică a naosului, puțin retrasă spre interior este puțin decorată, altarul fiind acoperit cu o semicupolă formată din fâșii curbe. Cei doi zugravi de la Feisa, popa Nicolae - fiul lui Iacov și Ban Vasilie - unul dintre cei mai apropiați discipoli, au pictat în special pereții altarului și tâmpla. Dintre scenele pictate se pot distinge: scene din viața lui Isus Hristos, Buna Vestire sau Sfinții Împărați Constantin și Elena.
Se remarcă acoperișul care nu este unitar, în dreptul absidei altarului acesta fiind mai scund. În partea de vest a bisericii se află turnul clopotniță, contruit după moda vremii, cu puternice influențe baroce.

## Imagini

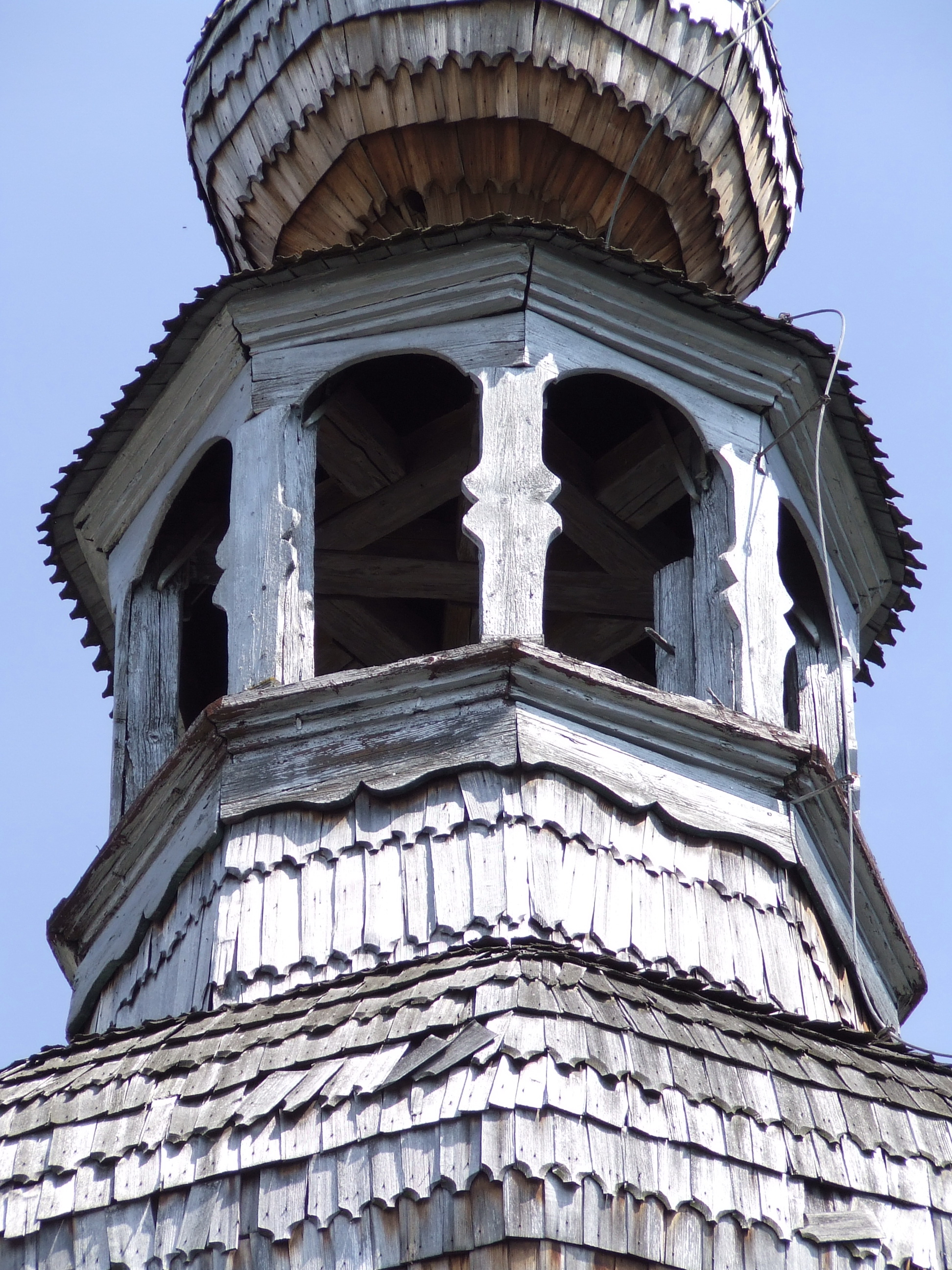
Detaliu - turnul clopotniţă
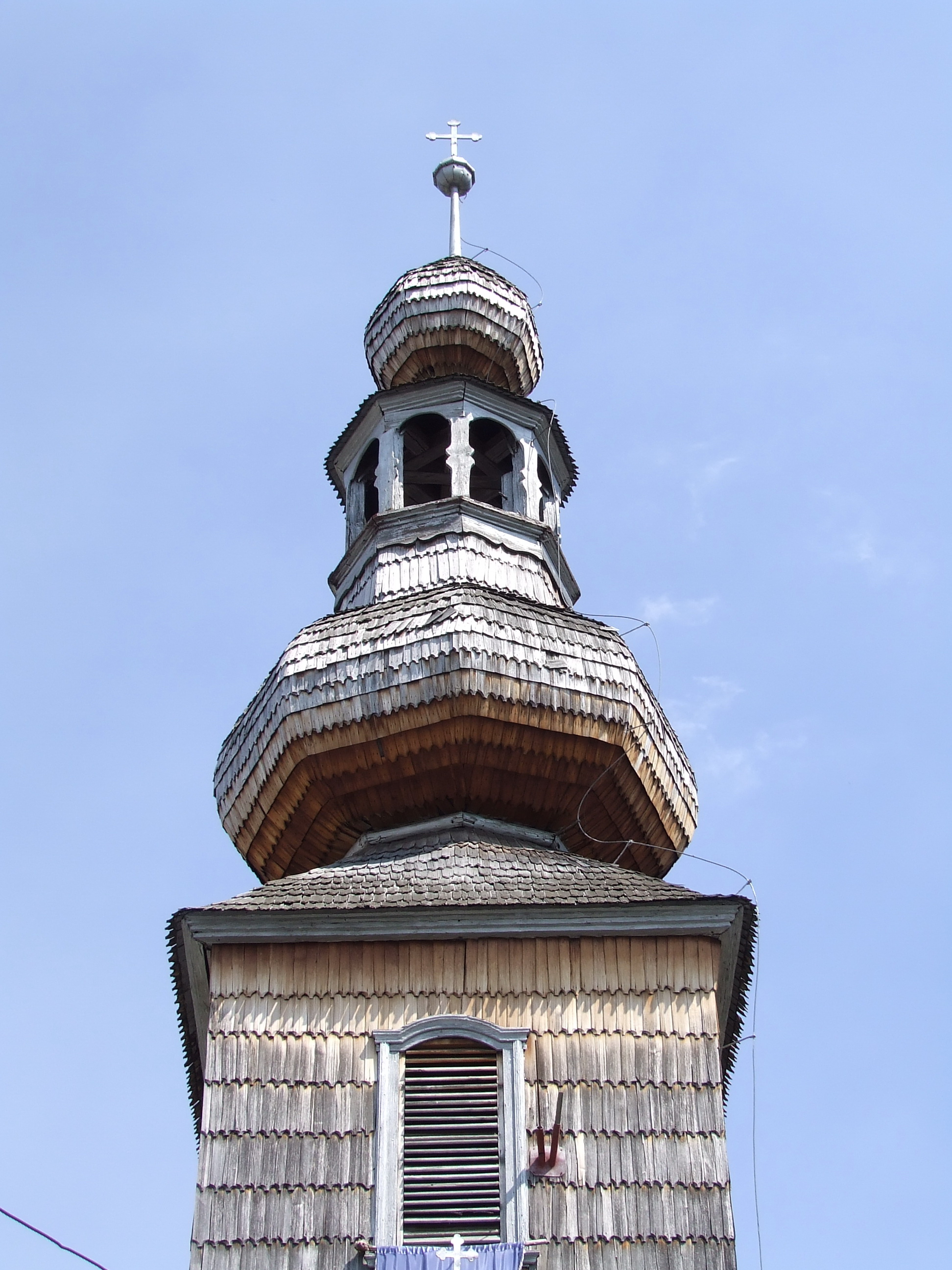
Turnul clopotniţă
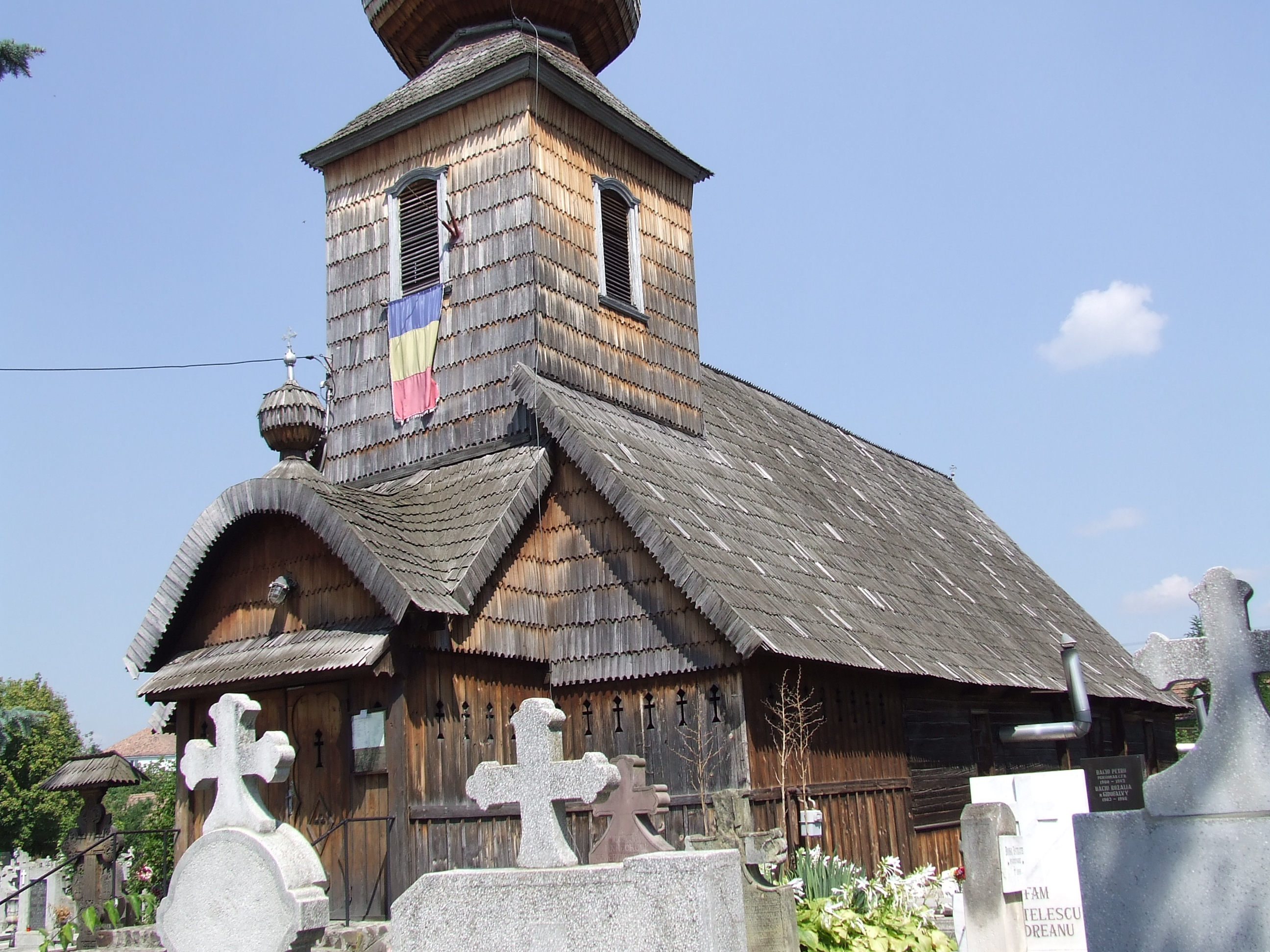
Colţul de nord-vest al bisericii
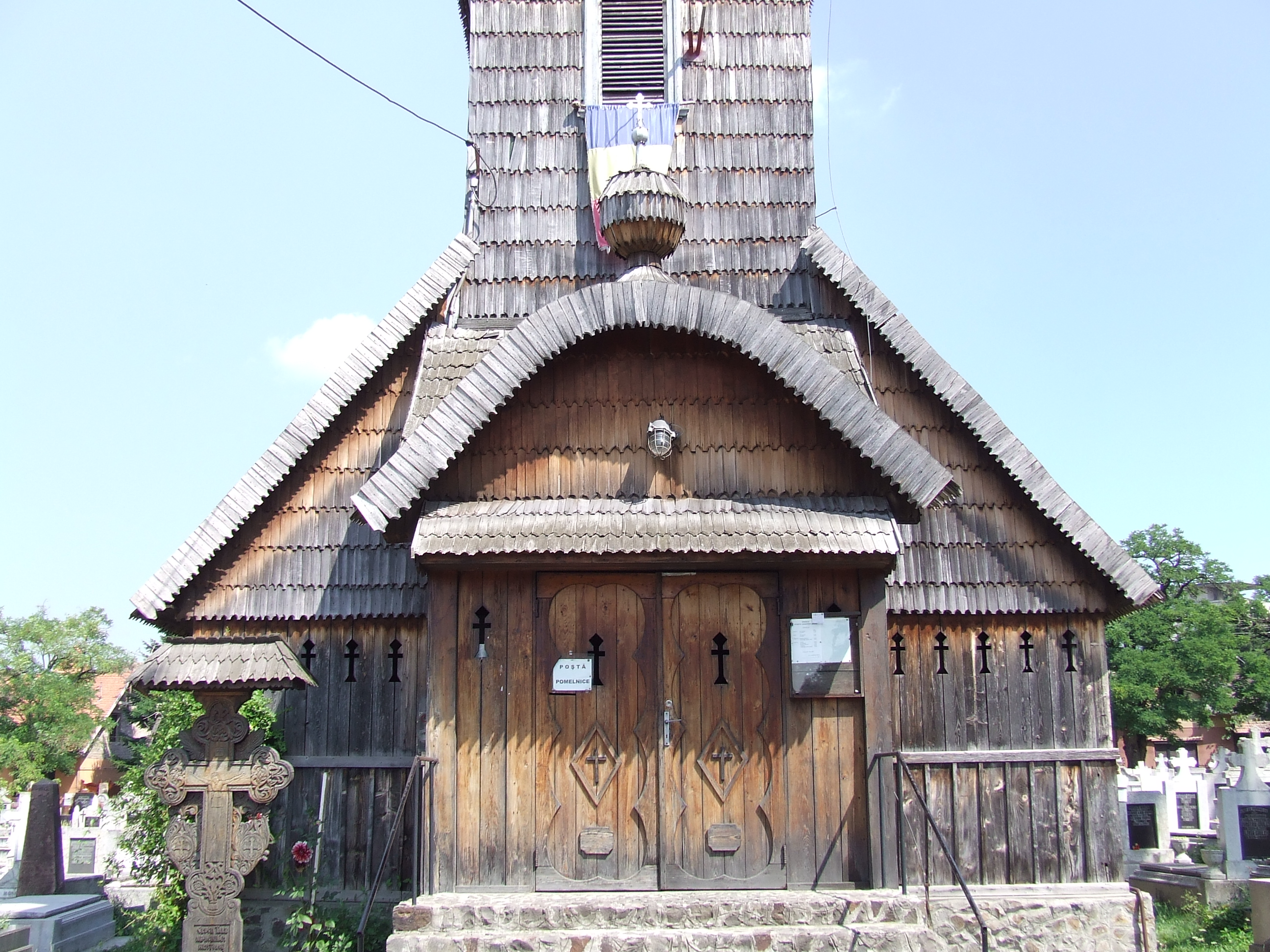
Intrarea în biserică
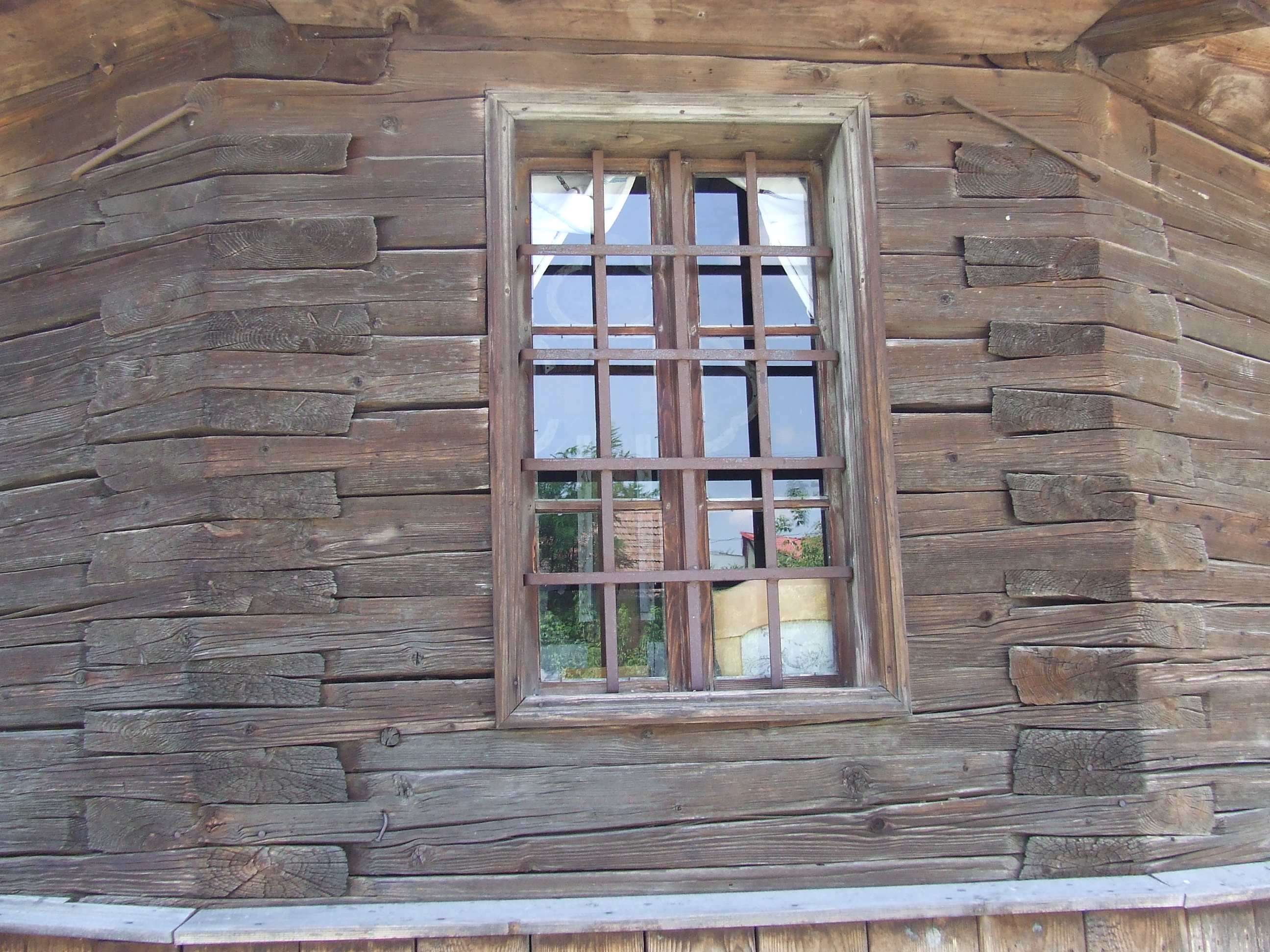
Fereastră
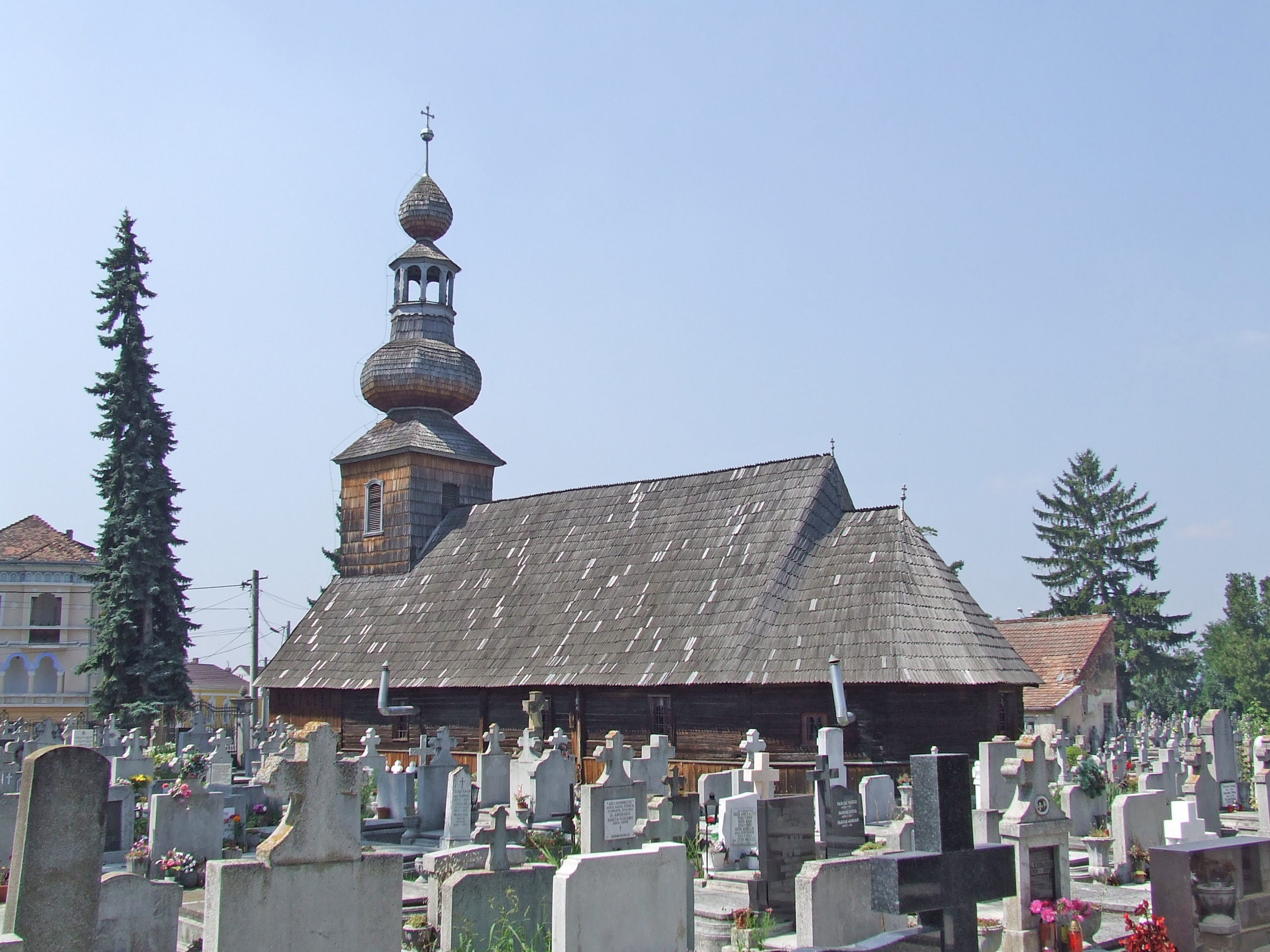
Vedere de ansamblu
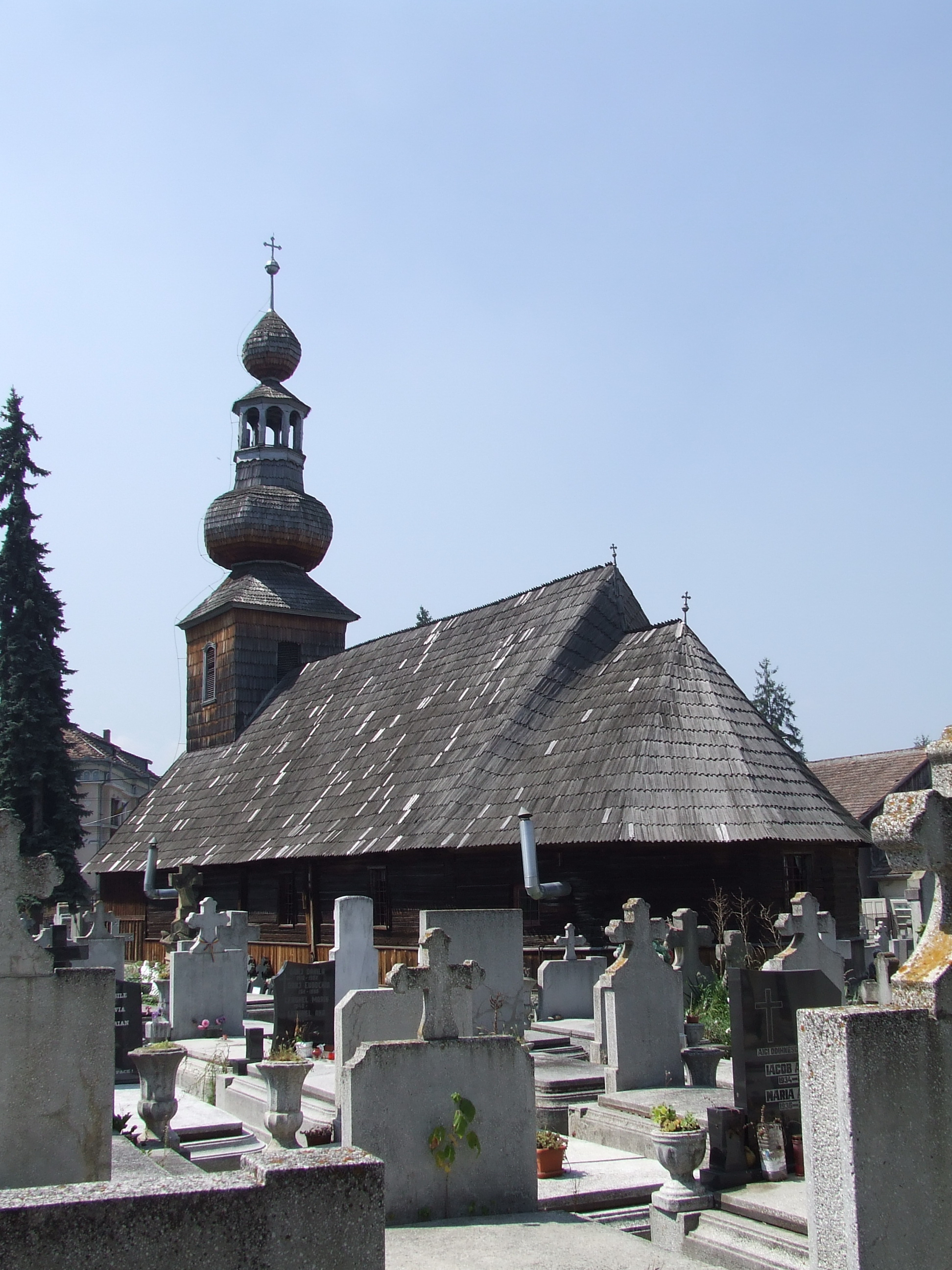
Vedere de ansamblu
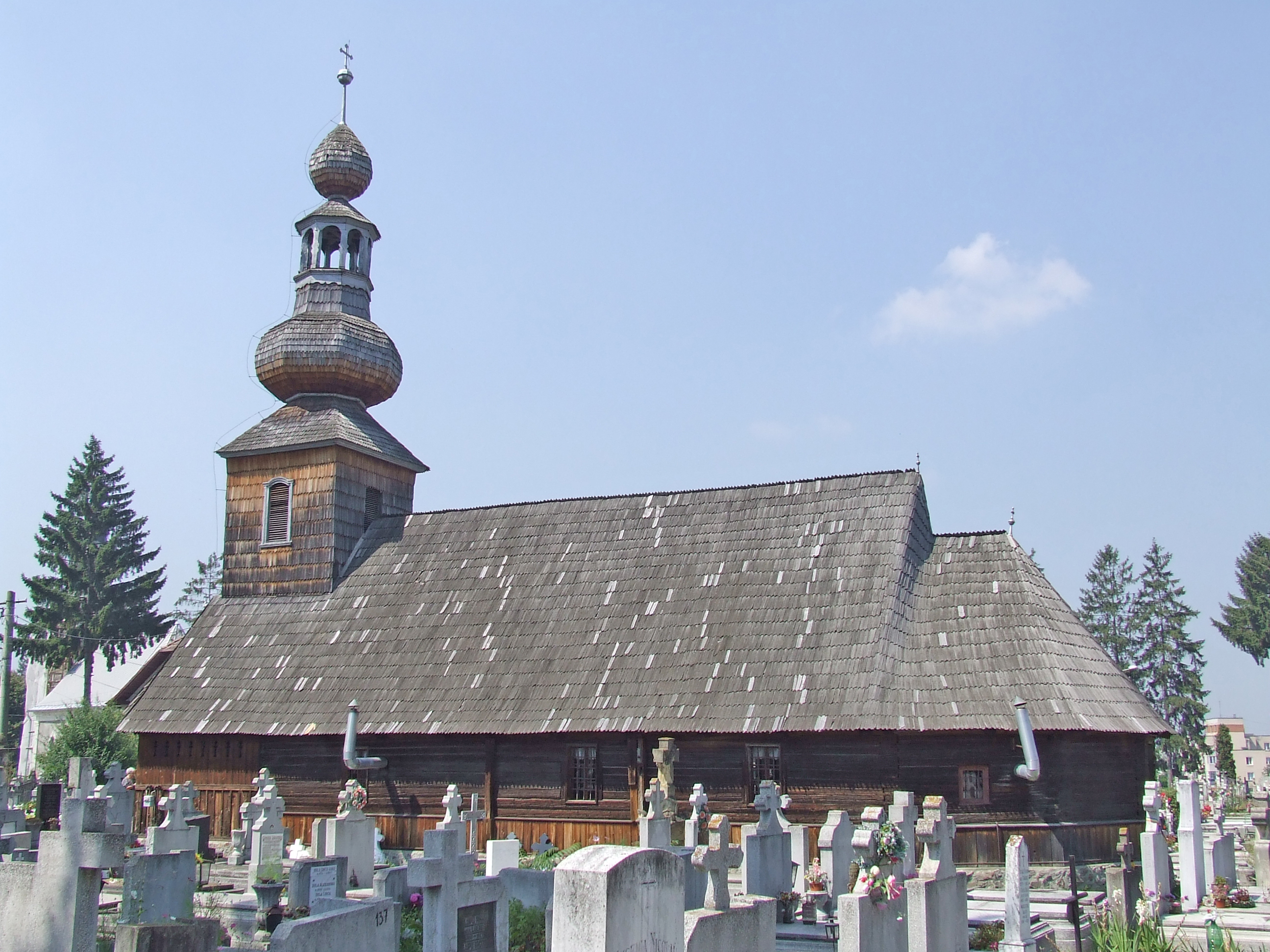
Vedere din sud
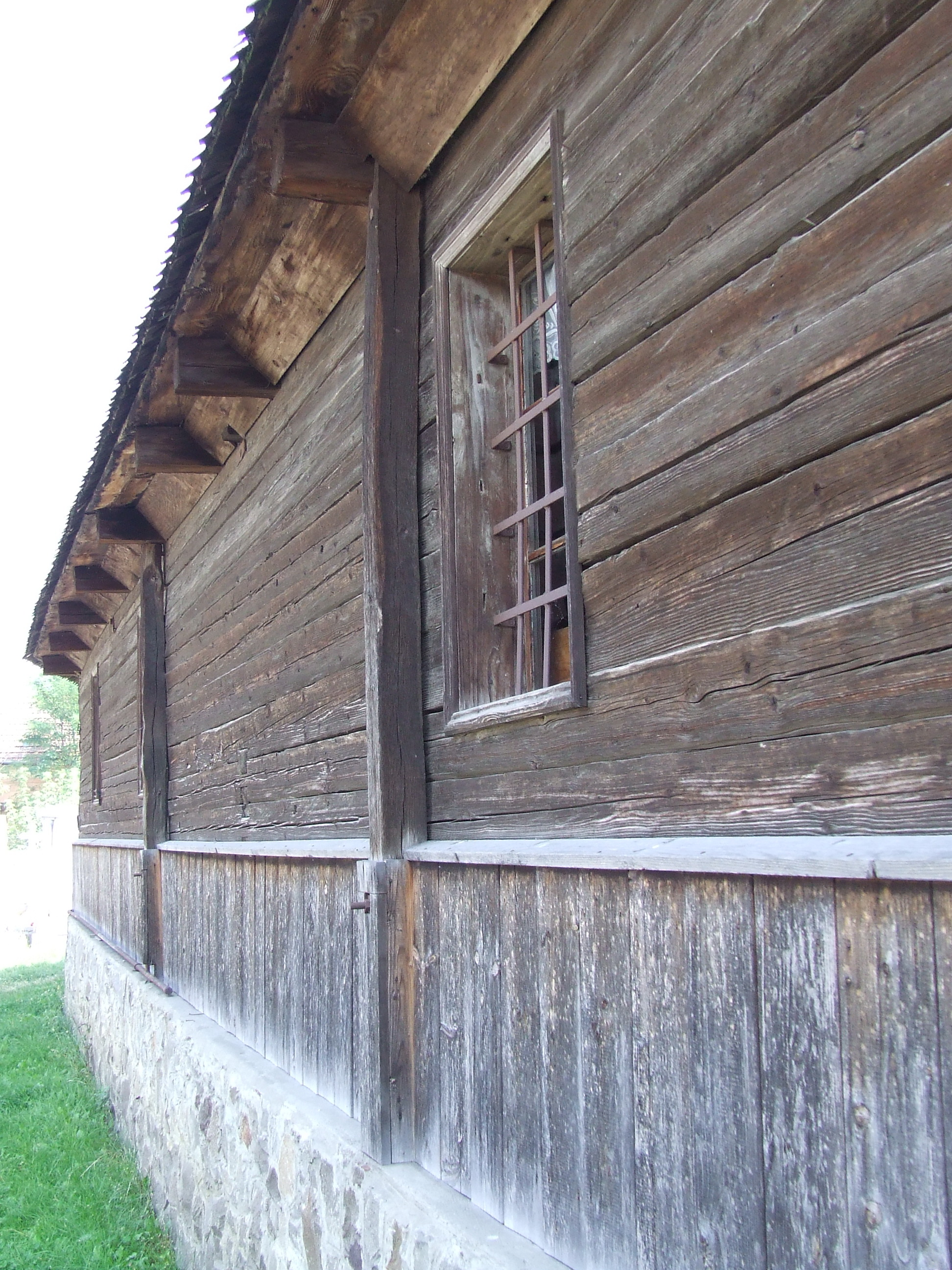
Latura de sud a bisericii
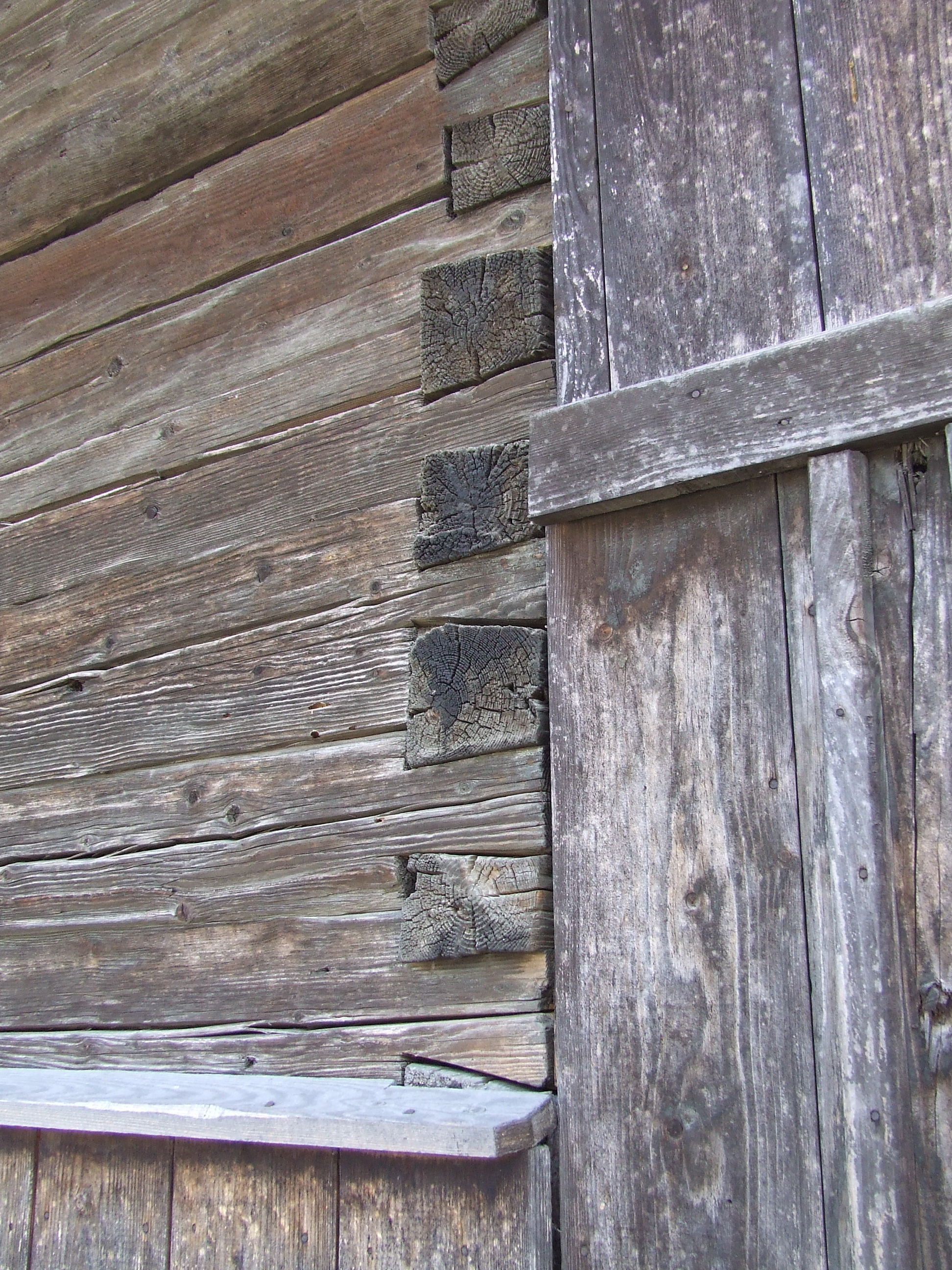
Detaliu-adăugarea pridvorului
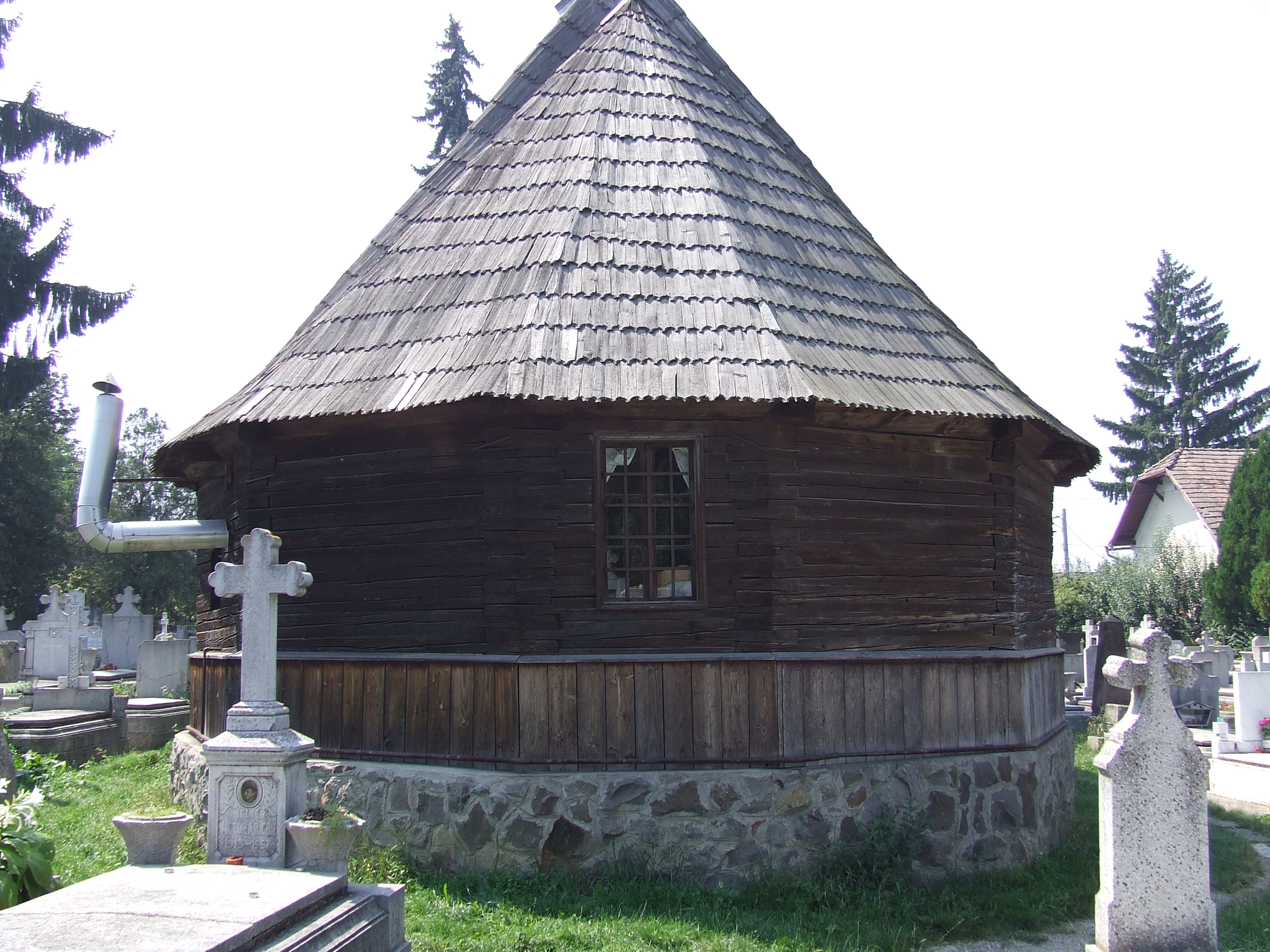
Absida altarului
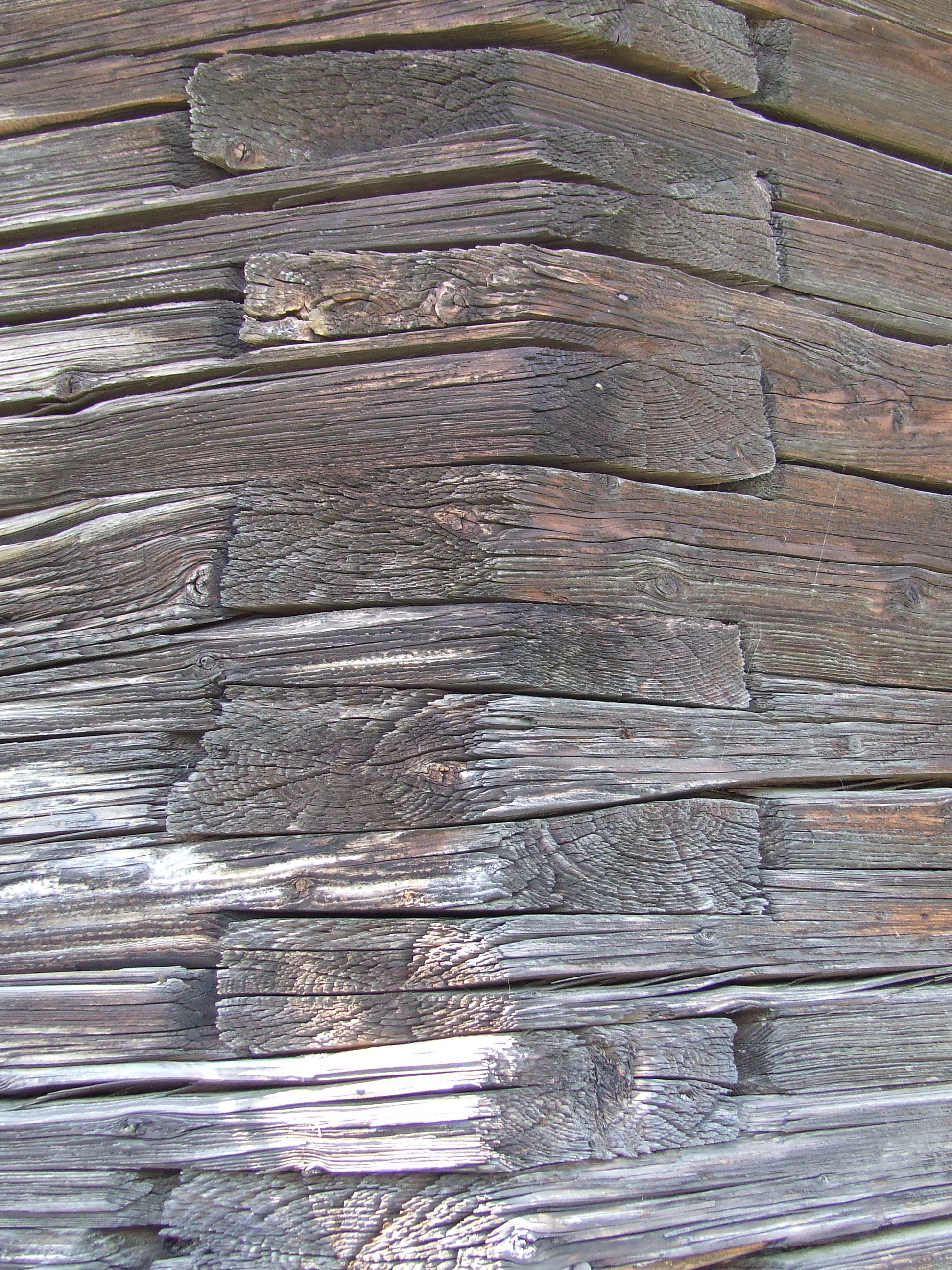
Îmbinare
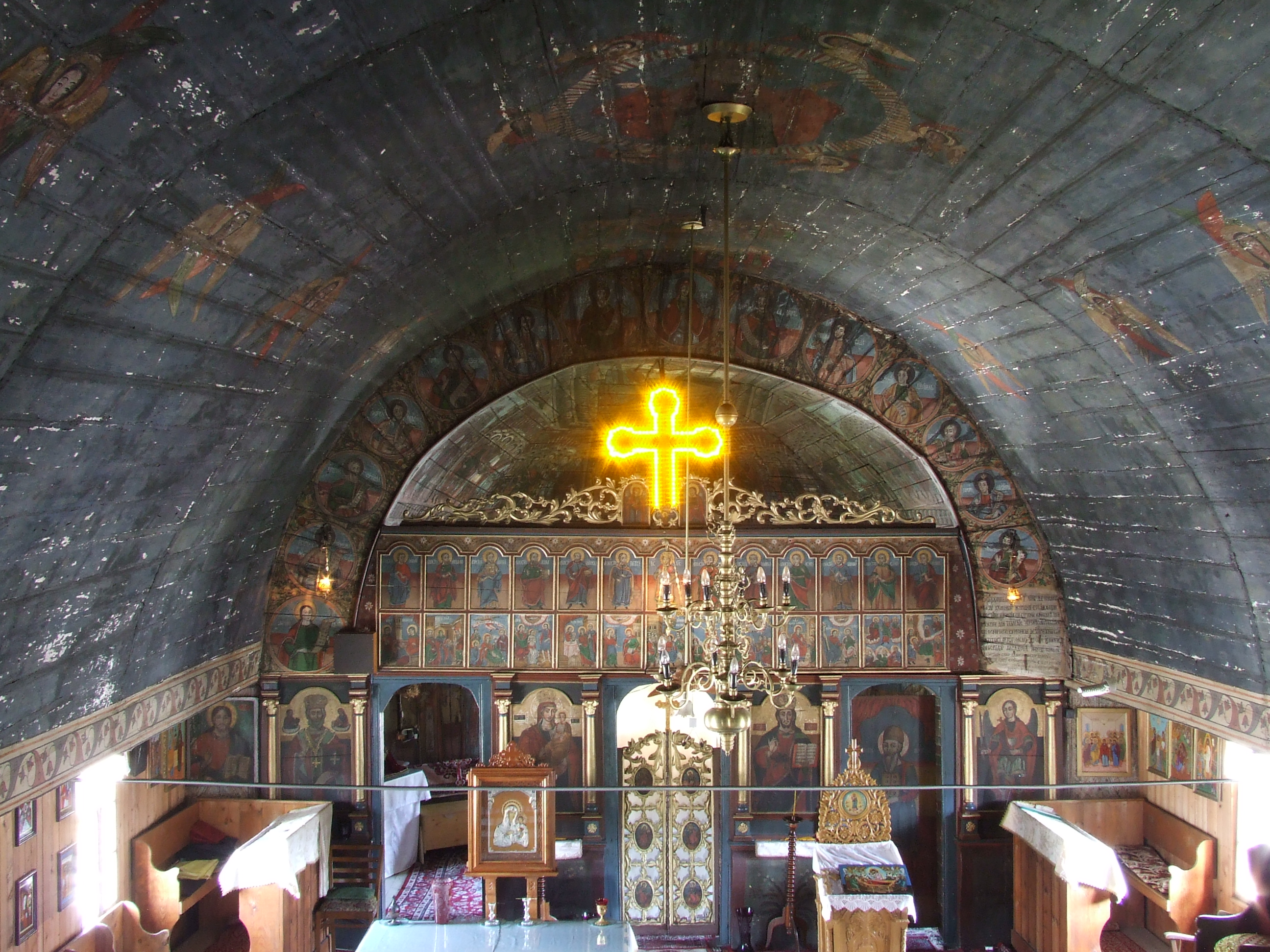
Vedere din corul bisericii
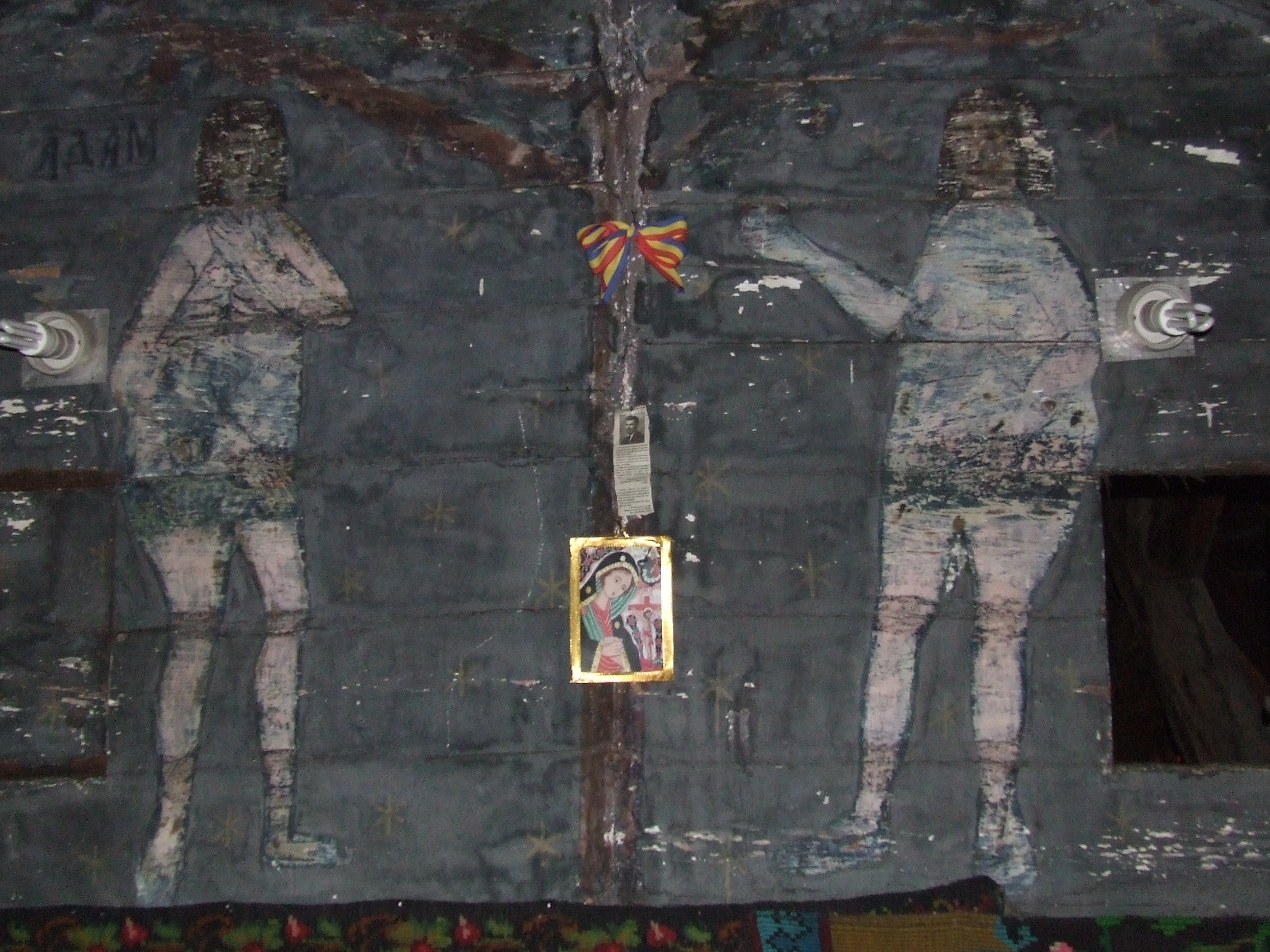
Adam şi Eva - corul bisericii
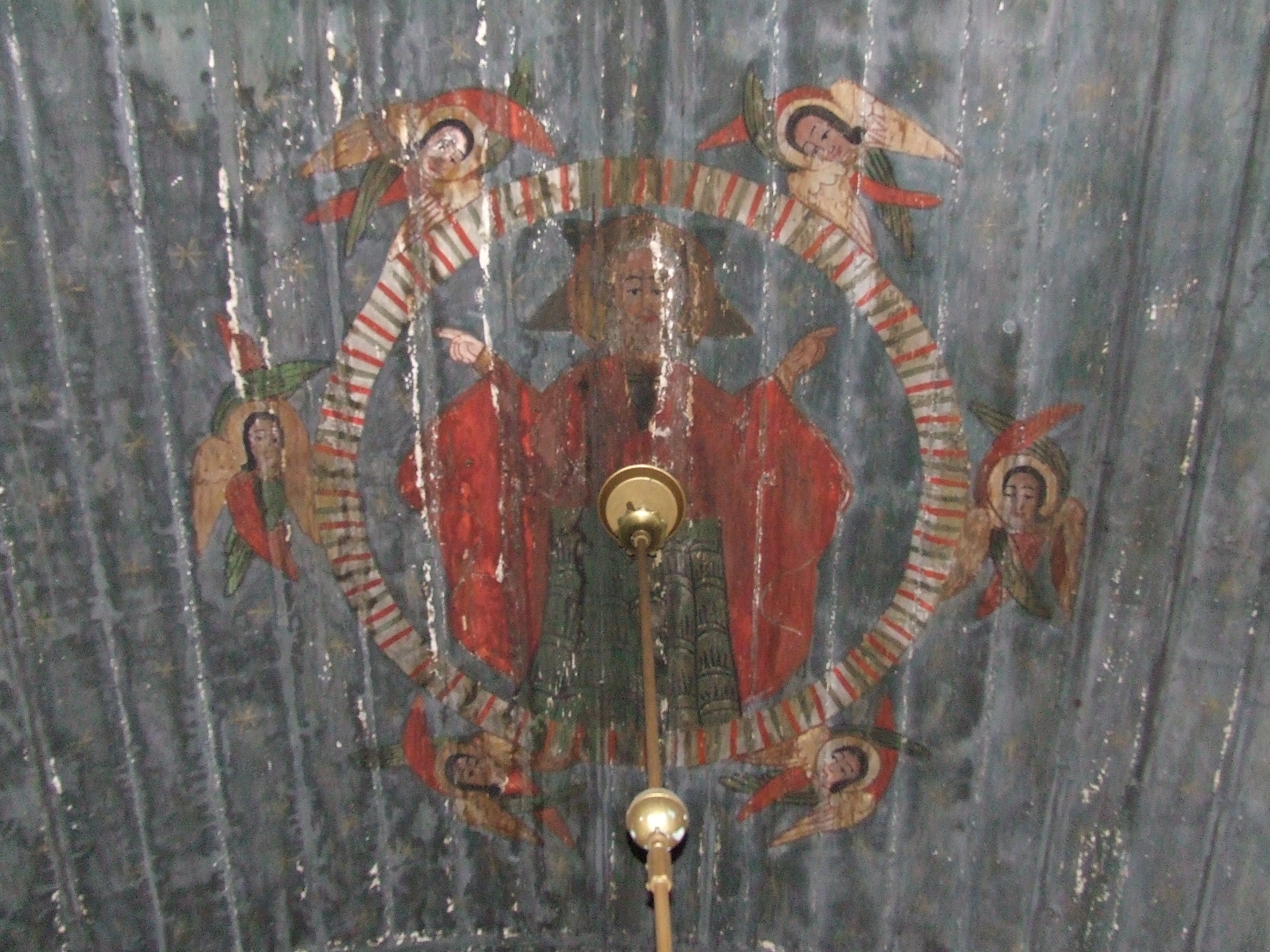
Pictura bolţii naosului
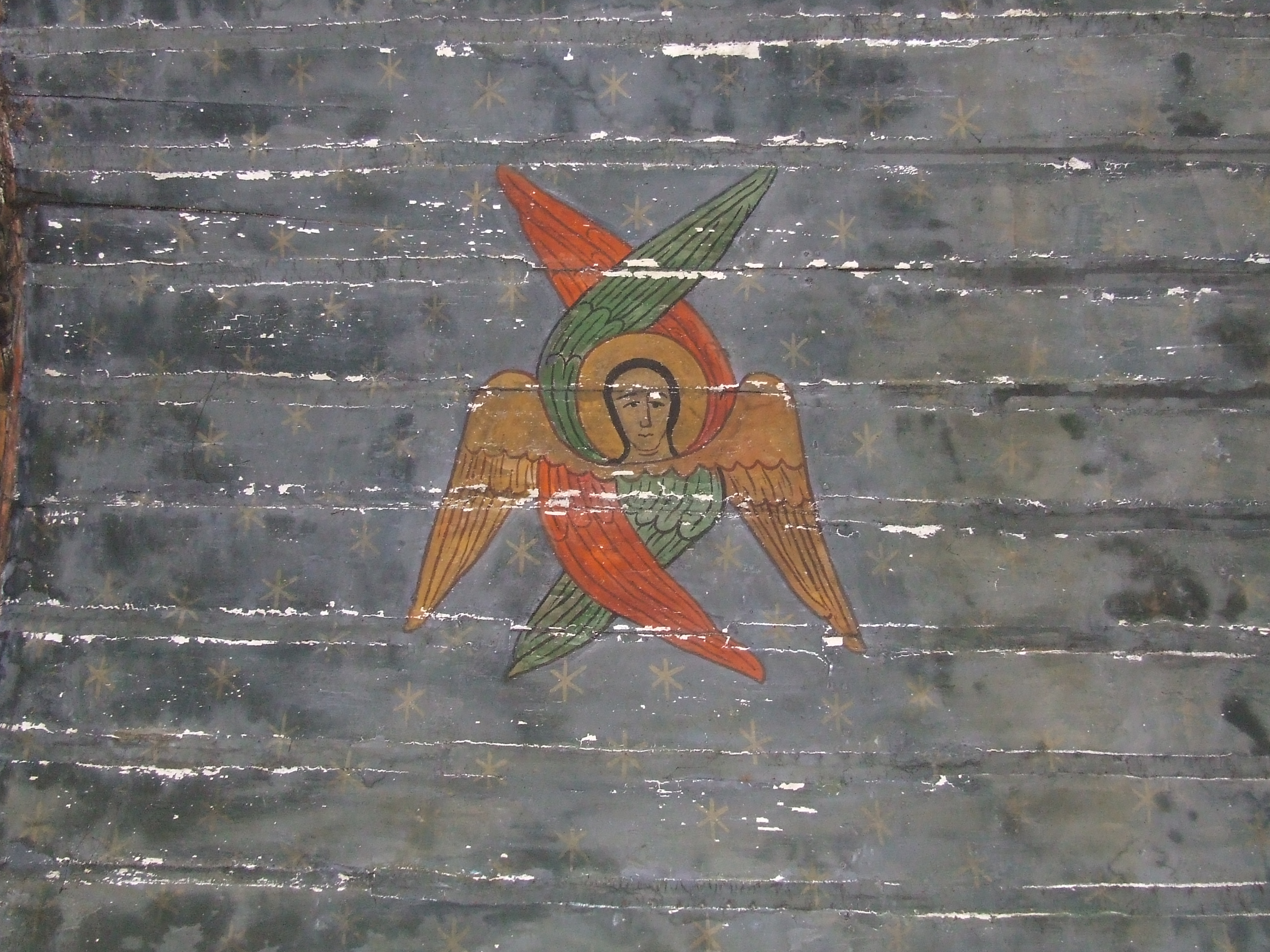
Înger pe bolta naosului
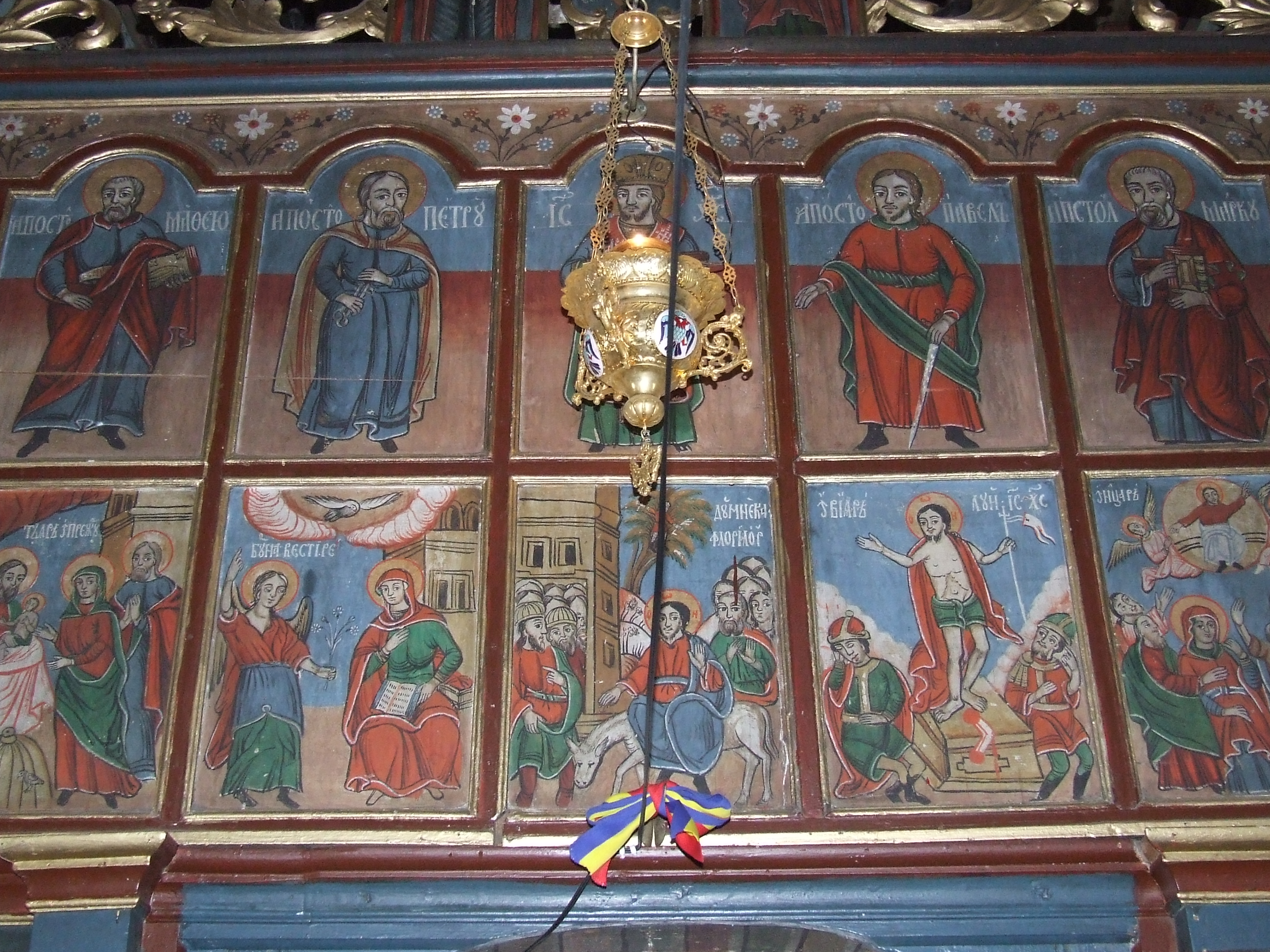
Detaliu iconostas
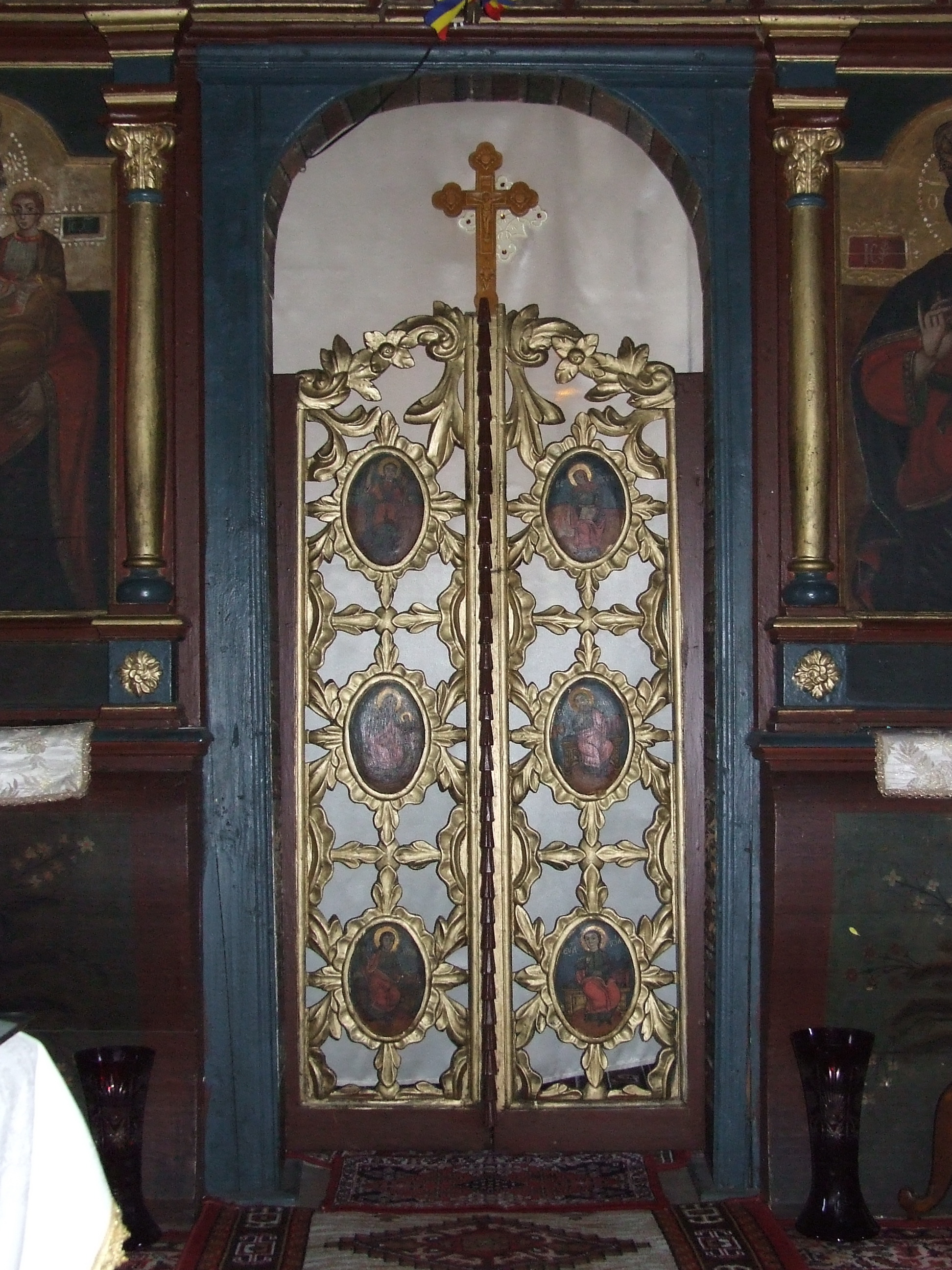
Uşile împărăteşti